# Hilda Ramos
Hilda Ramos (née le 1er septembre 1964 à Matanzas) est une athlète cubaine, spécialiste du lancer du disque. 

## Biographie
De 1992 à 2021, elle détient le record d'Amérique du Nord, d'Amérique centrale et des Caraïbes du lancer du disque avec 70,88 m (8 mai 1992 à La Havane).

### Palmarès
| Date | Compétition                                      | Lieu                       | Résultat | Épreuve          | Performance |
| ---- | ------------------------------------------------ | -------------------------- | -------- | ---------------- | ----------- |
| 1983 | Championnats d'Amérique centrale et des Caraïbes | La Havane                  | 2e       | Lancer du disque | 57,80 m     |
| 1985 | Championnats d'Amérique centrale et des Caraïbes | Nassau                     | 2e       | Lancer du disque | 60,78 m     |
| 1986 | Jeux d'Amérique centrale et des Caraïbes         | Santiago de los Caballeros | 1re      | Lancer du disque | 63,44 m     |
| 1987 | Jeux panaméricains                               | Indianapolis               | 2e       | Lancer du disque | 61,34 m     |
| 1991 | Jeux panaméricains                               | La Havane                  | 2e       | Lancer du disque | 63,38 m     |
| 1992 | Championnats ibéro-américains                    | Séville                    | 1re      | Lancer du disque | 67,46 m     |
| 1992 | Jeux olympiques                                  | Barcelone                  | 6e       | Lancer du disque | 63,80 m     |
| 1998 | Jeux d'Amérique centrale et des Caraïbes         | Maracaibo                  | 2e       | Lancer du disque | 55,42 m     |

### Records
| Épreuve          | Performance | Lieu      | Date       |
| ---------------- | ----------- | --------- | ---------- |
| Lancer du disque | 70,88 m     | La Havane | 8 mai 1992 |